# Jonas Jungner
Jonas Gustaf Jungner, född 29 oktober 1861 i Vilske-Kleva socken, Skaraborgs län, död 15 februari 1942 i Ljusnarsbergs församling, Örebro län, var en svensk ingenjör.
Richard Jungner var son till kyrkoherden Jonas Junger samt bror till Richard och Waldemar Jungner. Han avlade mogenhetsexamen i Skara 1882, praktiserade därefter ett år på ett par bruk och blev 1883 elev vid Tekniska högskolan, varifrån han utexaminerades 1886. 1887 blev han först kartritare vid Persbergs grufveaktiebolag, sedan ingenjör vid AB Gellivare Malmfält, där han bland annat utförde magnetiska mätningar och kartläggningar på Gällivare malmberg. Efter en studieresa till gruvor i Tyskland och Spanien 1891–1892 förvärvade Jungner kompetens som gruvmätare och var 1893–1904 gruvingenjör och gruvmätare vid Persbergs grufveaktiebolag. 1904–1926 var han gruvingenjör vid Högfors AB i Örebro län och föreståndare för Skottgruvan, där han bland annat 1914 anlade anrikningsverk med brikettering samt 1920–1921 ett motsvarande verk med sintring av sligen. Jungner utförde bland annat undersökningar och kartläggningar av norska malmfält, till exempel 1899 i Dunderlandsdalen i Nordlands fylke. Han var bland annat ledamot av kommunalfullmäktige och kommunalnämnd i Ljusnarsberg.